# Ligat ha'Al (baloncesto) 2010-11
La Ligat ha'Al 2010-11 fue la edición número 57 de la Ligat ha'Al, la máxima competición de baloncesto de Israel. La temporada regular comenzó el 17 de octubre de 2010 y acabó el 26 de mayo de 2011. El campeón fue el Maccabi Tel Aviv, que lograba su cuadragésimo noveno título, mientras que no descendió ningún equipo a la Liga Leumit, a psear que se celebró un playoff de descenso en el que el equipo perdedor fue el Ironi Ashkelon debido a la ampliación de 10 equipos a 11 en la temporada siguiente, y a 12 en la 2012-13.

## Equipos Temporada 2010/11
| Equipo                | Ciudad        | Estadio                | Capacidad |
| --------------------- | ------------- | ---------------------- | --------- |
| Barak Netanya         | Netanya       | Yeshurun               | 1,000     |
| Bnei Herzliya         | Herzliya      | HaYovel Herzliya       | 1,500     |
| Hapoel Gilboa Galil   | Gan Ner       | Gan Ner Sports Hall    | 2,100     |
| Hapoel Holon          | Holon         | Holon Toto Hall        | 5,400     |
| Hapoel Jerusalem      | Jerusalem     | Jerusalem Payis Arena  | 11,000    |
| Ironi Ashkelon        | Ashkelon      | Ashkelon Sports Arena  | 3,000     |
| Maccabi Ashdod        | Ashdod        | HaKiriya Arena         | 2,200     |
| Maccabi Haifa         | Haifa         | Romema Arena           | 5,000     |
| Maccabi Rishon LeZion | Rishon LeZion | Beit Maccabi Rishon    | 2,500     |
| Maccabi Tel Aviv      | Tel Aviv      | Menora Mivtachim Arena | 10,383    |

## Resultados

### Temporada regular
|     | Equipo                    | PJ | G  | P  | PF   | PC   | Dp   | Pts | Clasificación    |
| --- | ------------------------- | -- | -- | -- | ---- | ---- | ---- | --- | ---------------- |
| 1.  | Maccabi Tel Aviv          | 27 | 26 | 1  | 2523 | 2014 | 509  | 53  | Euroliga 2011-12 |
| 2.  | Hapoel Gilboa Galil Elyon | 27 | 17 | 10 | 2177 | 2126 | 51   | 44  |                  |
| 3.  | Hapoel Jerusalem          | 27 | 16 | 11 | 2272 | 2220 | 52   | 43  | Eurocup 2011-12  |
| 4.  | Bnei HaSharon             | 27 | 16 | 11 | 2275 | 2229 | 46   | 43  |                  |
| 5.  | Maccabi Rishon LeZion     | 27 | 13 | 14 | 2131 | 2215 | –84  | 40  |                  |
| 6.  | Maccabi Ashdod            | 27 | 13 | 14 | 2216 | 2243 | –27  | 40  |                  |
| 7.  | Hapoel Holon              | 27 | 11 | 16 | 2056 | 2198 | –142 | 38  |                  |
| 8.  | Barak Netanya             | 27 | 9  | 18 | 2087 | 2206 | –119 | 36  |                  |
| 9.  | Maccabi Haifa             | 27 | 8  | 19 | 2212 | 2303 | –91  | 35  |                  |
| 10. | Ironi Ashkelon            | 27 | 6  | 21 | 2106 | 2301 | –195 | 33  |                  |

|  | Clasificado para Playoffs             |
|  | Clasificado para Playoffs de descenso |

### Partidos 1ª y 2ª vuelta
|                           | BNT    | BNS    | HPG    | HPH    | HPJ    | IAS    | MAS   | MHA    | MRL   | MTA    | Rec. |
| Barak Netanya             |        | 77–66  | 66-72  | 80–65  | 93-103 | 60–58  | 85-59 | 72–77  | 96–99 | 71-85  | 4–5  |
| Bnei HaSharon             | 89–68  |        | 80–95  | 80–79  | 81–76  | 96-75  | 85–90 | 93–89  | 89–75 | 67-113 | 6–3  |
| Hapoel Gilboa Galil Elyon | 83–66  | 69–48  |        | 74-69  | 73-74  | 83–73  | 83–89 | 85–65  | 74–76 | 61–82  | 4–5  |
| Hapoel Holon              | 63–79  | 86-69  | 91–93  |        | 76–65  | 84–80  | 70-86 | 81–84  | 88-81 | 74-88  | 4–5  |
| Hapoel Jerusalem          | 91–75  | 102–93 | 94–86  | 80-86  |        | 105-75 | 98–83 | 95-90  | 75–66 | 73-84  | 7–2  |
| Ironi Ashkelon            | 74-76  | 91–80  | 76-80  | 78-89  | 68–75  |        | 83–86 | 99-91  | 88-89 | 87–104 | 2–7  |
| Maccabi Ashdod            | 87–84  | 78-81  | 90-93  | 69–77  | 98–75  | 79–69  |       | 75–72  | 76–79 | 62–84  | 4–5  |
| Maccabi Haifa             | 91-83  | 97-100 | 77–83  | 73-77  | 76–93  | 86–88  | 95-81 |        | 82-91 | 86-100 | 2–7  |
| Maccabi Rishon LeZion     | 75–67  | 60–86  | 78-68  | 85–87  | 83-80  | 73–83  | 78-77 | 96-85  |       | 68–89  | 5–4  |
| Maccabi Tel Aviv          | 117–69 | 88–91  | 102–75 | 102–63 | 75–55  | 88–66  | 99-82 | 101–92 | 88-74 |        | 8–1  |
| Record                    | 2–7    | 5–4    | 6–3    | 5–4    | 4–5    | 2–7    | 4–5   | 2–7    | 5–4   | 9–0    |      |

### 3ª ronda
| Casa                  | Casa | Fuera | Fuera          |
| Equipo                | Pts. | Pts.  | Equipo         |
| --------------------- | ---- | ----- | -------------- |
| Hapoel Gilboa Galil   | 82   | 70    | Maccabi Haifa  |
| Maccabi Rishon LeZion | 80   | 76    | Maccabi Ashdod |
| Bnei HaSharon         | 88   | 66    | Barak Netanya  |
| Maccabi Tel Aviv      | 85   | 79    | Hapoel Holon   |
| Hapoel jerusalem      | 107  | 89    | Ironi Ashkelon |

| Casa             | Casa | Fuera | Fuera                 |
| Equipo           | Pts. | Pts.  | Equipo                |
| ---------------- | ---- | ----- | --------------------- |
| Maccabi Ashdod   | 100  | 99    | Hapoel Gilboa Galil   |
| Ironi Ashkelon   | 79   | 89    | Bnei HaSharon         |
| Barak Netanya    | 102  | 88    | Maccabi Rishon LeZion |
| Maccabi Tel Aviv | 107  | 66    | Hapoel jerusalem      |
| Hapoel Holon     | 88   | 67    | Maccabi Haifa         |

| Casa                  | Casa | Fuera | Fuera            |
| Equipo                | Pts. | Pts.  | Equipo           |
| --------------------- | ---- | ----- | ---------------- |
| Hapoel jerusalem      | 102  | 68    | Hapoel Holon     |
| Hapoel Gilboa Galil   | 85   | 76    | Barak Netanya    |
| Maccabi Haifa         | 73   | 66    | Maccabi Ashdod   |
| Bnei HaSharon         | 88   | 90    | Maccabi Tel Aviv |
| Maccabi Rishon LeZion | 67   | 76    | Ironi Ashkelon   |

| Casa             | Casa | Fuera | Fuera                 |
| Equipo           | Pts. | Pts.  | Equipo                |
| ---------------- | ---- | ----- | --------------------- |
| Maccabi Tel Aviv | 80   | 72    | Maccabi Rishon LeZion |
| Hapoel Holon     | 51   | 91    | Maccabi Ashdod        |
| Ironi Ashkelon   | 65   | 89    | Hapoel Gilboa Galil   |
| Barak Netanya    | 84   | 80    | Maccabi Haifa         |
| Hapoel jerusalem | 99   | 90    | Bnei HaSharon         |

| Casa                  | Casa | Fuera | Fuera            |
| Equipo                | Pts. | Pts.  | Equipo           |
| --------------------- | ---- | ----- | ---------------- |
| Maccabi Ashdod        | 97   | 89    | Barak Netanya    |
| Maccabi Rishon LeZion | 75   | 87    | Hapoel jerusalem |
| Bnei HaSharon         | 82   | 73    | Hapoel Holon     |
| Hapoel Gilboa Galil   | 68   | 79    | Maccabi Tel Aviv |
| Maccabi Haifa         | 74   | 72    | Ironi Ashkelon   |

| Casa             | Casa | Fuera | Fuera                 |
| Equipo           | Pts. | Pts.  | Equipo                |
| ---------------- | ---- | ----- | --------------------- |
| Hapoel Holon     | 82   | 75    | Barak Netanya         |
| Maccabi Tel Aviv | 98   | 95    | Maccabi Haifa         |
| Hapoel jerusalem | 82   | 84    | Hapoel Gilboa Galil   |
| Bnei HaSharon    | 81   | 88    | Maccabi Rishon LeZion |
| Ironi Ashkelon   | 84   | 104   | Maccabi Ashdod        |

| Casa                  | Casa | Fuera | Fuera            |
| Equipo                | Pts. | Pts.  | Equipo           |
| --------------------- | ---- | ----- | ---------------- |
| Maccabi Ashdod        | 78   | 107   | Maccabi Tel Aviv |
| Maccabi Haifa         | 79   | 58    | Hapoel jerusalem |
| Maccabi Rishon LeZion | 81   | 71    | Hapoel Holon     |
| Hapoel Gilboa Galil   | 86   | 78    | Bnei HaSharon    |
| Barak Netanya         | 87   | 56    | Ironi Ashkelon   |

| Casa                  | Casa | Fuera | Fuera               |
| Equipo                | Pts. | Pts.  | Equipo              |
| --------------------- | ---- | ----- | ------------------- |
| Maccabi Tel Aviv      | 92   | 60    | Barak Netanya       |
| Bnei HaSharon         | 92   | 90    | Maccabi Haifa       |
| Maccabi Rishon LeZion | 84   | 88    | Hapoel Gilboa Galil |
| Hapoel jerusalem      | 78   | 86    | Maccabi Ashdod      |
| Hapoel Holon          | 64   | 82    | Ironi Ashkelon      |

| Casa                | Casa | Fuera | Fuera                 |
| Equipo              | Pts. | Pts.  | Equipo                |
| ------------------- | ---- | ----- | --------------------- |
| Hapoel Gilboa Galil | 87   | 75    | Hapoel Holon          |
| Maccabi Haifa       | 76   | 70    | Maccabi Rishon LeZion |
| Ironi Ashkelon      | 92   | 96    | Maccabi Tel Aviv      |
| Maccabi Ashdod      | 71   | 92    | Bnei HaSharon         |
| Barak Netanya       | 81   | 84    | Hapoel jerusalem      |

### Playoffs

#### Cuartos de final
Los cuartos de final se jugaron al mejor de 5 partidos. El equipo con mejor posición al término de la temporada regular acogería los partidos 1, 3 y 5 (si fueran necesarios), mientras que el equipo peor clasificado lo haría con los partidos 2 y 4.
| Equipo #1               | Final | Equipo #2                 | Partido 1 26-28 de abril | Partido 2 30 de abril-5 de mayo | Partido 3 11-12 de mayo | Partido 4 15 de mayo |
| ----------------------- | ----- | ------------------------- | ------------------------ | ------------------------------- | ----------------------- | -------------------- |
| Maccabi Tel Aviv (1)    | 3–0   | (8) Barak Netanya         | 94-72                    | 92-78                           | 92-78                   |                      |
| Hapoel Gilboa Galil (2) | 3–1   | (7) Hapoel Holon          | 77-59                    | 67-68                           | 89-73                   | 82-75                |
| Hapoel Jerusalem (3)    | 3–0   | (6) Maccabi Ashdod        | 90-66                    | 69-68                           | 86-76                   |                      |
| Bnei HaSharon (4)       | 1–3   | (5) Maccabi Rishon LeZion | 91-82                    | 79-81                           | 75-82                   | 95-105               |

#### Final Four
|  | Semifinales 24 de mayo | Semifinales 24 de mayo |                     |                  | Final 26 de mayo      | Final 26 de mayo |  |
|  |                        |                        |                     |                  |                       |                  |  |
|  |                        |                        |                     |                  |                       |                  |  |
|  | Maccabi Tel Aviv       | 100                    |                     |                  |                       |                  |  |
|  | Maccabi Tel Aviv       | 100                    |                     |                  |                       |                  |  |
|  | Maccabi Rishon LeZion  | 77                     |                     |                  |                       |                  |  |
|  | Maccabi Rishon LeZion  | 77                     |                     | Maccabi Tel Aviv | 91                    |                  |  |
|  |                        |                        |                     | Maccabi Tel Aviv | 91                    |                  |  |
|  |                        |                        | Hapoel Gilboa Galil | 64               |                       |                  |  |
|  | Hapoel Gilboa Galil    | 98                     | Hapoel Gilboa Galil | 64               |                       |                  |  |
|  | Hapoel Gilboa Galil    | 98                     |                     |                  |                       |                  |  |
|  | Hapoel Jerusalem       | 80                     |                     |                  | 3er y 4º puesto       | 3er y 4º puesto  |  |
|  | Hapoel Jerusalem       | 80                     |                     |                  | 3er y 4º puesto       | 3er y 4º puesto  |  |
|  |                        |                        |                     |                  |                       |                  |  |
|  |                        |                        |                     |                  | Hapoel Jerusalem      | 94               |  |
|  |                        |                        |                     |                  | Hapoel Jerusalem      | 94               |  |
|  |                        |                        |                     |                  | Maccabi Rishon LeZion | 74               |  |
|  |                        |                        |                     |                  | Maccabi Rishon LeZion | 74               |  |
|  |                        |                        |                     |                  |                       |                  |  |

#### Partidos

##### Semifinal 1
| 24 de mayo de 2011 | Maccabi Tel Aviv                                 | 100–77                                | Maccabi Rishon LeZion                        |                                                                       |  |
| 18:15              | Parciales: 32-13, 19-15, 28-24, 21-25            | Parciales: 32-13, 19-15, 28-24, 21-25 | Parciales: 32-13, 19-15, 28-24, 21-25        |                                                                       |  |
|                    | Estadísticas Pargo 17 Pargo, Eidson 6 Burstein 6 | Pts Reb Asts                          | Estadísticas Morgan 22 Mitchell 13 Shulman 5 | Pabellón: Yad Eliyahu Arena, Tel Aviv Asistencia: 11,700 espectadores |  |

##### Semifinal 2
| 24 de mayo de 2011 | Hapoel Gilboa Galil                            | 98–80                                 | Hapoel Jerusalem                          |                                                                       |  |
| 21:00              | Parciales: 26-19, 16-27, 35-17, 21-17          | Parciales: 26-19, 16-27, 35-17, 21-17 | Parciales: 26-19, 16-27, 35-17, 21-17     |                                                                       |  |
|                    | Estadísticas Killingsworth 19 Carter 7 Mekel 7 | Pts Reb Asts                          | Estadísticas Ohayon 13 Dowell 10 Ohayon 4 | Pabellón: Yad Eliyahu Arena, Tel Aviv Asistencia: 11,700 espectadores |  |

##### 3er y 4º puesto
| 26 de mayo de 2011 | Hapoel Jerusalem                                       | 94–74                                 | Maccabi Rishon LeZion                               |                                                                       |  |
| 18:00              | Parciales: 18-23, 27-14, 18-19, 31-18                  | Parciales: 18-23, 27-14, 18-19, 31-18 | Parciales: 18-23, 27-14, 18-19, 31-18               |                                                                       |  |
|                    | Estadísticas Naimy 24 Clancy, Dowell 8 Rich, Solomon 4 | Pts Reb Asts                          | Estadísticas Hanochi 26 McGhee 11 McGhee, Shulman 4 | Pabellón: Yad Eliyahu Arena, Tel Aviv Asistencia: 11,700 espectadores |  |

##### Final
| 26 de mayo de 2011 | Maccabi Tel Aviv                       | 91–64                                 | Hapoel Gilboa Galil                             |                                                                       |  |
| 21:00              | Parciales: 24-13, 23-22, 20-14, 24-15  | Parciales: 24-13, 23-22, 20-14, 24-15 | Parciales: 24-13, 23-22, 20-14, 24-15           |                                                                       |  |
|                    | Estadísticas Blu 19 Hendrix 7 Pargo 10 | Pts Reb Asts                          | Estadísticas Fells 25 Killingsworth 5 Israeli 8 | Pabellón: Yad Eliyahu Arena, Tel Aviv Asistencia: 11,700 espectadores |  |

### Playoff de descenso
Se jugó al mejor de 5 partidos. El equipo con mejor posición al término de la temporada regular acogería los partidos 1, 3 y 5 (si fueran necesarios), mientras que el equipo peor clasificado lo haría con los partidos 2 y 4.
| Equipo #1         | Agg. | Equipo #2           | Partido 1 28 de abril | Partido 2 5 de mayo | Partido 3 12 de mayo | Partido 4 15 de mayo |
| ----------------- | ---- | ------------------- | --------------------- | ------------------- | -------------------- | -------------------- |
| Maccabi Haifa (9) | 3–1  | Ironi Ashkelon (10) | 74-67                 | 57-62               | 91-72                | 96-89                |

Ironi Ashkelon descendió a la Liga Leumit, pero fue finalmente repescado debido al aumento de equipos la temporada siguiente.

## Estadísticas individuales

### Valoración
| Puesto | Nombre              | Equipo                | Val. total | Partidos | Val.  |
| ------ | ------------------- | --------------------- | ---------- | -------- | ----- |
| 1.     | Shawn James         | Bnei HaSharon         | 567        | 21       | 27    |
| 2.     | Rahshon Turner      | Ironi Ashkelon        | 490        | 21       | 23.33 |
| 3.     | Doron Perkins       | Maccabi Tel Aviv      | 478        | 22       | 21.73 |
| 4.     | Marco Killingsworth | Hapoel Gilboa Galil   | 443        | 22       | 20.14 |
| 5.     | Dwayne Mitchell     | Maccabi Rishon LeZion | 440        | 22       | 20    |

### Puntos
| Puesto | Nombre              | Equipo              | Puntos | Partidos | PPP   |
| ------ | ------------------- | ------------------- | ------ | -------- | ----- |
| 1.     | Lee Nailon          | Bnei HaSharon       | 384    | 21       | 18.29 |
| 2.     | Ramel Bradley       | Maccabi Ashdod      | 318    | 18       | 17.67 |
| 3.     | Marco Killingsworth | Hapoel Gilboa Galil | 369    | 22       | 16.77 |
| 4.     | Josh Carter         | Maccabi Ashdod      | 366    | 22       | 16.64 |
| 5.     | Rahshon Turner      | Ironi Ashkelon      | 349    | 21       | 16.62 |

### Rebotes
| Puesto | Nombre              | Equipo              | Rebotes | Partidos | RPP   |
| ------ | ------------------- | ------------------- | ------- | -------- | ----- |
| 1.     | Shawn James         | Bnei HaSharon       | 234     | 21       | 11.14 |
| 2.     | Elton Brown         | Barak Netanya       | 197     | 22       | 8.95  |
| 3.     | Rahshon Turner      | Ironi Ashkelon      | 173     | 21       | 8.24  |
| 4.     | Josh Duncan         | Maccabi Ashdod      | 139     | 19       | 7.32  |
| 5.     | Marco Killingsworth | Hapoel Gilboa Galil | 158     | 22       | 7.18  |

### Asistencias
| Puesto | Nombre         | Equipo              | Asistencias | Partidos | APP  |
| ------ | -------------- | ------------------- | ----------- | -------- | ---- |
| 1.     | Shmulik Brener | Barak Netanya       | 130         | 21       | 6.19 |
| 2.     | Gal Mekel      | Hapoel Gilboa Galil | 136         | 22       | 6.18 |
| 3.     | Moran Roth     | Hapoel Holon        | 109         | 18       | 6.06 |
| 4.     | Meir Tapiro    | Maccabi Ashdod      | 131         | 22       | 5.95 |
| 5.     | Jeremy Pargo   | Maccabi Tel Aviv    | 126         | 22       | 5.73 |